# Wesley, Dominica
Wesley är en liten stad i Dominica.    Den ligger i parishen Saint Andrew, i den centrala delen av landet, 30 km norr om huvudstaden Roseau. Wesley ligger 90 meter över havet och antalet invånare är 1 933. Den ligger på ön Dominica.
Terrängen runt Wesley är kuperad åt sydväst, men åt nordväst är den platt. Havet är nära Wesley åt nordost.  Närmaste större samhälle är Portsmouth, 16,1 km väster om Wesley. 